# あんじゃなます
あんじゃなますは、富山県魚津市の郷土料理。ブリを酢と和えたなますのような料理。

## 概要
北陸は、上質のブリが獲れることから、ブリ料理が発展してきた。あんじゃなますもそういったブリ料理の1つである。
ハレの日の料理として、暮れの大漁の際に作られる料理であった。
刺身くらいの厚さに切ったブリに塩を振って酒で洗い、酢味噌と和えた料理である。マアジで代用されることもある。

## 名称について
「あんじゃ」は魚津の言葉で「兄者（）」の意。